# Саксофон-альт
Альт-саксофон — саксофон альтового регистра, среднего между регистрами сопрано-саксофона и тенор-саксофона. Считается наиболее популярным среди прочих разновидностей саксофонов. Широко используется в классических и джазовых композициях.

## Конструкция
Основных частей три:
- раструб;
- корпус;
- эска.

На эске закрепляется мундштук, особенности строения которого зависят от направления музыки, где будет использоваться названный инструмент. Трость, которая крепится к мундштуку при помощи лигатуры, служит звукообразующим элементом. Её размер зависит от типа саксофона. Предохранить её от повреждений помогает специальный защитный колпачок. Количество клапанов — 19—22.

## Диапазон звучания
Строй альтового саксофона — Es (ми-бемоль). Этот инструмент является транспонирующим, что говорит о несоответствии высоты исполняемых им нот написанным. Звучание ноты до будет соответствовать ми-бемоль.
Диапазон звучания состоит из следующих регистров:
- низкого;
- среднего;
- высокого.

Каждому регистру присущи свои особенности. Звуки, издаваемые инструментом в среднем регистре, сродни тембру голоса человека. Усиливая динамику, можно добиться большей экспрессивности звучания, граничащей с драматизмом.
Пронзительные звуки верхнего регистра создают ощущение напряженности, не лишенной внутренней феерии и блеска. Оттенок громкости здесь может варьироваться от умеренно-громкого (меццо-форте) до громкого (форте).
В верхнем регистре инструмент издает кричащие звуки, услышать которые можно лишь в динамике громко (форте) либо очень громко (фортиссимо).
Звучание инструмента невероятно ярко и выразительно. Он способен придать композиции подчас так необходимую напряженность, невероятно гармонирующую с остальными звуками прочих инструментов в оркестре.

## Известные альтисты
Среди джазовых исполнителей, избравших альтовый саксофон, всемирную славу снискали Чарли Паркер, Кенни Гарретт, Джимми Дорси, Джонни Ходжес, Эрик Долфи, Дэвид Сэнборн, Энтони Брэкстон, Фил Вудс, Джон Зорн, Пол Десмонд.
Среди исполнителей классической музыки этот инструмент не менее популярен: Марсель Мюль, Сигурд Рашер, Жан-Ив Фурмо, Лоуренс Гводз, Фредерик Хемке, Дональд Синта, Ларри Тил, Жан-Мари Лонде, Кеннет Цзэ, Арно Борнкамп, Отис Мерфи, Евгений Руссо.
Для альт-саксофона существует множество классических концертов. Его также используют в джазовой, оркестровой музыке.

## Классические композиции
Альтовый саксофон имеет большой классический репертуар, который включает соло с оркестром и фортепиано. Среди наиболее известных композиций: «Короткий концерт альтового саксофона и одиннадцати инструментов» Жака Ибера и «Концерт ми-бемоль мажор» Александра Глазунова.
Жорж Бизе включил его в Менуэт Второй Сюиты «Арлезианки». Рихард Штраус в своей симфонии «Domestica» включил партию для четырёх саксофонов (альтовый в том числе).
Дмитрий Шостакович использовал соло альт-саксофона в «Сюите для эстрадного оркестра № 2», «Сюите № 1» и «Сюите № 2».
Сергей Рахманинов в «Симфонических танцах» включил соло альтового саксофона в первой части сюиты.
Альбан Берг в своих поздних оркестровых произведениях также уделял внимание этому инструменту: «Скрипичный концерт», опера «Лулу» и прочие композиции.
У Джорджа Гершвина в произведениях «Рапсодия в стиле блюз», «Американец в Париже» альтовый саксофон звучит органично и ярко.
Дариус Мийо в своем одноактном балете (концерте-симфонии) «Сотворение мира» представил альт-саксофон во всех его красках: от классического звучания в «Увертюре», до джазовой фуги в исполнении контрабаса, тромбона, саксофона и трубы во второй части «Хаос до сотворения» (Le chaos avant la création) (фр.).